# 宏強控股
宏強控股有限公司，簡稱宏強控股（英語：Super Strong Holdings Limited，港交所：8262），在1979年，由多名創辦人，於香港（總部）成立「永明建築公司」，直至1988年改組為「永明建築有限公司」。
1993年，由現任主席郭棟強為主要股東。業務在香港經營地盤平整工程、基礎工程、公共建築工程、拆卸工程、機電工程和提供設計及建造機電相關工程。
股份則在2016年3月30日於港交所創業板上市。配售價格為0.25港元，配售股份數目為2.4億股，當中1.6億股為新股，而集資額為6,000萬至7,920萬港元。

## 外部連結
- wmcl.com.hk